# Aeroput
Aeroput (en cirílico serbio: Аеропут, lit. «Aerovía») fue una aerolínea y compañía aérea de bandera de Yugoslavia desde 1927 hasta 1948.
Aeroput fue la primera compañía serbia de tráfico aéreo civil, fundada el 17 de junio de 1927 como Društvo za Vazdušni Saobraćaj «Aeroput» (en español: Sociedad para el Tráfico Aéreo «Aeroput»), en el palacio del Banco Adriático-Danubio de Belgrado. Aeroput fue la aerolínea nacional del Reino de los Serbios, Croatas y Eslovenos y, posteriormente, del Reino de Yugoslavia. Aeroput fue una de los primeros aerolíneas civiles, siendo la 10ª compañía aérea fundada en Europa y la 21ª del mundo. La aerolínea dejó de existir durante la Segunda Guerra Mundial en Yugoslavia, pero fue renovada después de la guerra bajo el nuevo nombre Jugoslovenski Aerotransport (abreviado JAT; en español: Transporte Aéreo Yugoslavo) y todavía vuela hoy como la aerolínea nacional serbia bajo el nombre de Air Serbia.

## Historia

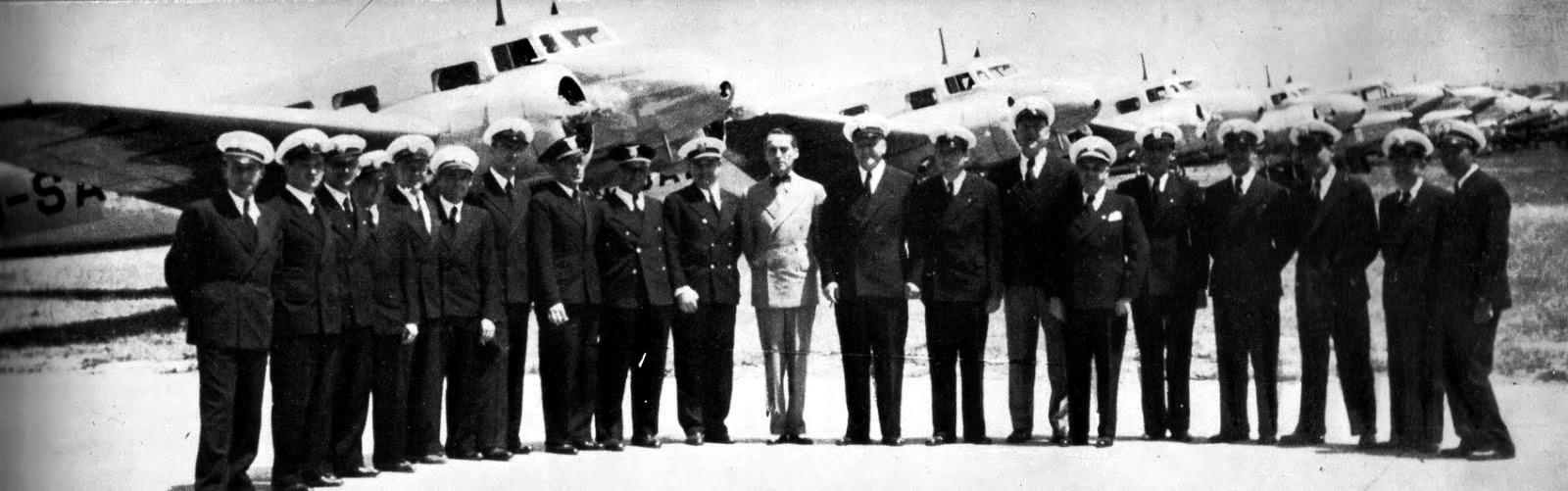
El fundador de Aeroput, Tadija Sondermajer, rodeado de tripulación de la aerolínea (1930).

La primera ruta, Belgrado-Zagreb, entró en funcionamiento el 15 de febrero de 1928. Al año siguiente, en 1929, Aeroput se unió a la Asociación Internacional de Transporte Aéreo (IATA). El primer vuelo internacional tuvo lugar el 7 de octubre de 1929, cuando Aeroput voló de Belgrado vía Zagreb a Viena con un Potez 29/2 con cinco pasajeros. Para 1930, Aeroput tenía vuelos regulares de Belgrado a Graz y Viena (vía Zagreb), y a Salónica (vía Skopie). Así se formó el enlace aéreo más corto entre Europa Central y el Mar Egeo a través del territorio yugoslavo. Para entonces, Aeroput conectaba Belgrado y Zagreb con rutas a todos los demás centros nacionales importantes en el interior y la costa del Adriático. Inicialmente, la flota consistía en tres biplanos Potez 29/2 con cinco asientos para pasajeros. En 1932, Aeroput amplió su flota con aviones Farman F.306, y en 1934 adquirió tres aviones Spartan Cruiser II. También adquirió dos monoplanos Caudron C.449 Goéland, un De Havilland DH.89 Dragon Rapide y seis aviones Lockheed Modelo 10A Electra de medio alcance. Gracias a su flota renovada, la compañía amplió considerablemente su lista de destinos en 1937 y 1938. Se introdujeron vuelos regulares a Sofía, Tirana y Budapest, así como un vuelo turístico estacional Dubrovnik - Zagreb - Viena - Brno - Praga. En colaboración con compañías italianas y rumanas, se inauguró la ruta Bucarest - Belgrado - Zagreb - Venecia - Milán - Turín. 
En 1940, Aeroput batió todos los récords al transportar más de 16.000 pasajeros y 232 toneladas de carga en vuelos que sumaban 726.000 kilómetros en total. El desarrollo de la compañía se vio interrumpido por el inicio de la Segunda Guerra Mundial. Aeroput suspendió todos sus servicios tras la invasión de Yugoslavia, al comienzo de la Segunda Guerra Mundial en Yugoslavia en abril de 1941. Tras la ocupación de Yugoslavia en abril de 1941, la aerolínea prácticamente dejó de existir y sus aviones fueron confiscados por las potencias del Eje. Tras la guerra, la aerolínea cambió su nombre y se restableció en 1947 como JAT Yugoslav Airlines. JAT se fundó con la ayuda del regimiento de transporte yugoslavo y antiguos pilotos y mecánicos de aeronaves de Aeroput.

### Segunda Guerra Mundial y nacionalización posbélica
Los bombardeos de 1941 destruyeron prácticamente la totalidad de las propiedades de la compañía. Debido al estallido de la guerra, 500 toneladas de combustible, que se habían encargado y pagado, nunca llegaron. Aeroput demandó por daños punitivos el 31 de octubre de 1941. En 1942, la administración del comisario prohibió las operaciones de Aeroput. Las autoridades de ocupación alemanas nacionalizaron la propiedad de Aeroput en la calle Knez Mihailova 32, donde trasladaron su aerolínea nacional, Deutsche Luft Hansa.
Después de la guerra, Aeroput reanudó sus operaciones el 2 de julio de 1945, y una junta general de accionistas eligió a la primera junta directiva de la compañía después de la guerra. A la reunión asistieron delegados del nuevo gobierno de la Yugoslavia Federativa Democrática (FDY), y contó con la participación del entonces jefe de Estado, Ivan Ribar, quien era accionista y miembro de la junta directiva antes de la guerra. Sin embargo, el posterior gobierno comunista de la República Popular Federativa de Yugoslavia adoptó un decreto que prohibía las sociedades anónimas privadas, y el 24 de diciembre de 1948, Aeroput fue liquidada. Sus activos fueron nacionalizados y la aerolínea continuó como Jat Airways.

## Flota histórica
La aerolínea contaba con una flota formada por los siguientes aparatos:
| Aeronaves                        | Total | Introducido | Retirado | Matrículas                                                      |
| -------------------------------- | ----- | ----------- | -------- | --------------------------------------------------------------- |
| Aeroput MMS-3                    | 1     | 1936        | 1941     | YU-SAR                                                          |
| Breguet 19/10                    | 1     | 1934        | 1937     | YU-PCJ                                                          |
| Caudron C.449 Goéland            | 2     | 1937        | 1941     | YU-SAT y YU-SAU                                                 |
| De Havilland DH.60 Moth          | 1     | 1931        | 1941     | YU-SAI                                                          |
| De Havilland DH.80 Puss Moth     | 1     | 1931        | 1933     | YU-SAA                                                          |
| De Havilland DH.83 Fox Moth      | 1     | 1932        | 1941     | YU-SAK                                                          |
| De Havilland DH.89 Dragon Rapide | 1     | 1936        | 1941     | YU-SAS                                                          |
| Farman F.190                     | 1     | 1937        | 1941     | YU-PEB                                                          |
| Farman F.306                     | 1     | 1930        | 1933     | YU-SAH                                                          |
| Lockheed Modelo 10 Electra       | 8     | 1937        | 1941     | YU-SAV, YU-SBA, YU-SAZ, YU-SBB, YU-SBC, YU-SBD, YU-SBE y YU-SDA |
| Potez 29/2                       | 6     | 1928        | 1937     | YU-SAB, YU-SAC, YU-SAD, YU-SAE, YU-SAF y YU-SAG                 |
| Spartan Cruiser II               | 2     | 1933        | 1941     | YU-SAN, YU-SAO y YU-SAP                                         |

## Antiguos destinos
El aeropuerto operaba en los aeropuertos y aeródromos nacionales de Belgrado, Liubliana, Zagreb, Sarajevo, Skopie, Borovo, Sušak, Dubrovnik, Podgorica, Niš y Split; además, con estaciones de hidroaviones en Belgrado, Dubrovnik, Split, Divulje, Sušak, Kotor y Vodice.
Se realizaban vuelos regulares desde Belgrado y Zagreb a destinos nacionales, pero también a internacionales, como Salónica, Graz, Viena, Atenas, Sofía, Trieste, Venecia, Roma, Praga, Brno, Budapest, Klagenfurt y Tirana.
En 1938, Aeroput se asoció con la compañía italiana Ala Littoria y la rumana CFRNA-CIDNA en la ruta Milán-Venecia-Zagreb-Belgrado-Bucarest.
Destinos por año de introducción:
1928:
- Belgrado – Zagreb

1929:
- Zagreb – Belgrado – Skopie

1930:
- Belgrado – Zagreb – Graz – Viena
- Zagreb – Sušak
- Belgrado – Sarajevo – Podgorica
- Belgrado – Skopje – Salónica

1931:
- Belgrado – Sarajevo – Split – Sušak – Zagreb
- Viena – Belgrado – Salónica

1933:
- Belgrado – Skopje – Salónica – Atenas
- Zagreb – Liubliana
- Liubliana – Sušak

1934:
- Liubliana – Zagreb – Sušak
- Liubliana – Klagenfurt

1935:
- Belgrado – Borovo – Zagreb – Graz – Viena (Borovo se añadió a la ruta Belgrado – Viena)
- Belgrado – Niš – Skopje (Niš se añadió a la ruta Belgrado – Skopje)
- Belgrado – Skopje – Bitola – Salónica (Bitola se añadió una vez por semana, los domingos)
- Belgrado – Sarajevo

1936:
- Belgrado – Podujevo – Skopie
- Belgrado – Sarajevo – Dubrovnik
- Belgrado – Borovo – Zagreb – Sušak – Liubliana

1937:
- Zagreb – Sarajevo – Dubrovnik

1938:
- Belgrado – Sofía
- Dubrovnik – Sarajevo – Zagreb – Viena – Brno – Praga
- Belgrado – Dubrovnik – Tirana

1939:
- Budapest – Zagreb – Venecia – Roma
- Belgrado – Budapest